# Зэикана
Зэикана, Загайканы (рум. Zăicana) — село в Криулянском районе Молдавии. Относится к сёлам, не образующим коммуну.

## География
Село расположено на высоте 58 метров над уровнем моря.

## Население
По данным переписи населения 2004 года, в селе Зэикана проживает 1902 человека (935 мужчин, 967 женщин).
Этнический состав села:
| Национальность | Число жителей | Процентный состав |
| -------------- | ------------- | ----------------- |
| молдаване      | 1881          | 98,9              |
| русские        | 12            | 0,63              |
| румыны         | 5             | 0,26              |
| украинцы       | 3             | 0,16              |
| прочие         | 1             | 0,05              |
| Всего          | 1902          | 100 %             |